# 科内耶
科内耶（法語：Cauneille，法語發音：[konɛj]）是法国朗德省的一个市镇，属于达克斯区。

## 地理
科内耶（43°32'48"N, 1°3'50"W）面积15.42 平方千米，位于法国新阿基坦大区朗德省，该省份为法国西南部沿海省份，是法國本土面积第二大的省，北起吉倫特省，西临大西洋，南至大西洋比利牛斯省，东临热尔省，东北与洛特-加龍省接壤。
与科内耶接壤的市镇（或旧市镇、城区）包括：卡尼奥特、拉巴蒂、韦尔加沃、佩尔奥拉德、普永、索尔德拉拜。

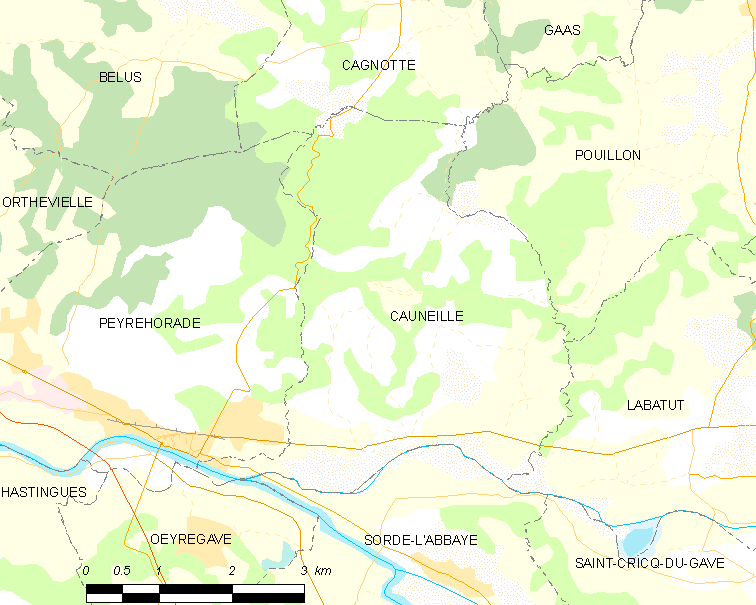
科内耶的OSM定位图

科内耶的时区为UTC+01:00、UTC+02:00（夏令时）。

## 行政
科内耶的邮政编码为40300，INSEE市镇编码为40077。

## 政治
科内耶所属的省级选区为奥尔特-阿里冈县。

## 人口

1962-2008年间科内耶人口变化图示

科内耶于2022年1月1日时的人口数量为799人。